# Harry Teague

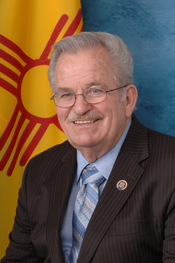
Harry Teague

Troy Harry Teague (* 29. Juni 1949 in Gracemont, Caddo County, Oklahoma) ist ein US-amerikanischer Politiker der Demokratischen Partei. Von 2009 bis 2011 vertrat er  zweiten Distrikt des Bundesstaats New Mexico im US-Repräsentantenhaus.

## Frühe Jahre und Aufstieg
Harry Teague entstammte einer verarmten Familie, die eine Farm gepachtet hatte. Die ersten neun Jahre verbrachte er im ländlichen Oklahoma, wo es noch nicht einmal fließendes Wasser im Haus gab. Im Jahr 1958 zog die Familie nach Hobbs in New Mexico. Dort besuchte Teague die Highschool, die er aber abbrach, um auf den Ölfeldern zu arbeiten. Er gründete eine eigene Firma, bei der heute etwa 250 Menschen beschäftigt sind. Er ist Mitglied der New Mexico Oil and Gas Association. Mit seiner Frau Nancy hat Harry Teague zwei Kinder sowie fünf Enkelkinder.

## Politische Laufbahn
Zwischen 1999 und 2006 war Teague Mitglied im Kreistag (County Board of Commissioners) im Lea County. Bei den Kongresswahlen des Jahres 2008 konnte er sich als Kandidat seiner Partei mit 56 % der Wählerstimmen gegen den Republikaner Edward R. Tinsley durchsetzen und in das US-Repräsentantenhaus einziehen. Das Wahlergebnis lag im Bundestrend, bei dem die Demokraten einen großen Wahlerfolg verbuchen konnten und der mit dem Wahlsieg von Barack Obama bei den Präsidentschaftswahlen seinen Höhepunkt erreichte. Teague war seit 28 Jahren der erste Demokrat, der im zweiten Wahlbezirk von New Mexico siegte. Er trat sein Mandat am 3. Januar 2009 an und war Mitglied im Committee on Transportation and Infrastructure sowie im Ausschuss für Veteranenangelegenheiten. Bei den Kongresswahlen des Jahres 2018 verlor er seinen Sitz an den Republikaner Steve Pearce, der auch sein Vorgänger gewesen war.